# Anigozanthos humilis
Anigozanthos humilis é uma espécie de Anigozanthos da família Haemodoraceae. Esta planta perene com flor é endêmica do Sudoeste da Austrália e difundida em suas florestas abertas. Os nomes comuns incluem catspaw e common catspaw (pata-de-gato e pata-de-gato-comum, em tradução livre).

## Taxonomia
A espécie foi descrita pela primeira vez por John Lindley na obra de 1840 A sketch of the vegetation of the Swan River Colony [en]. Três subespécies também foram descritas e reconhecidas. O nome do gênero Anigozanthos possivelmente combina as palavras do grego antigo "anisos", que significa desigual, e "anthos", que significa flor (em referência à forma das flores). O epíteto específico, humilis, significa "de baixo crescimento".
O nome comum catspaw foi inicialmente aplicado a esta espécie, e depois a várias outras espécies de Anigozanthos; presume-se que tenha sido cunhado para contrastar estas com as flores e escapos maiores das 'patas-de-canguru'. A subespécie de ocorrência ampla Anigozanthos humilis subsp. humilis é referida como common catspaw.

## Descrição
A espécie tem uma roseta basal de folhas longas em forma de tira, emergindo da superfície do solo a partir de um rizoma subterrâneo. Um racemo de flores aparece no final de longos caules, dando à planta uma altura de até um metro. A forma tuberosa do botão floral é amarela, tornando-se laranja e depois vermelha na abertura. Tipicamente, mede 0,4 a 1 metro de altura e 0,3 a 0,6 metros de diâmetro.

## Estado de conservação
Enquanto a subespécie Anigozanthos humilis subsp. humilis é comum e não ameaçada, as subespécies mais raras descritas por Stephen Hopper estão listadas com um status de conservação. Anigozanthos humilis subsp. Badgingarra está listada pelo departamento de meio ambiente e conservação como pouco conhecida, e a subespécie Anigozanthos humilis subsp. chrysanthus, foi listada como rara pelo mesmo órgão.

## Cultivo

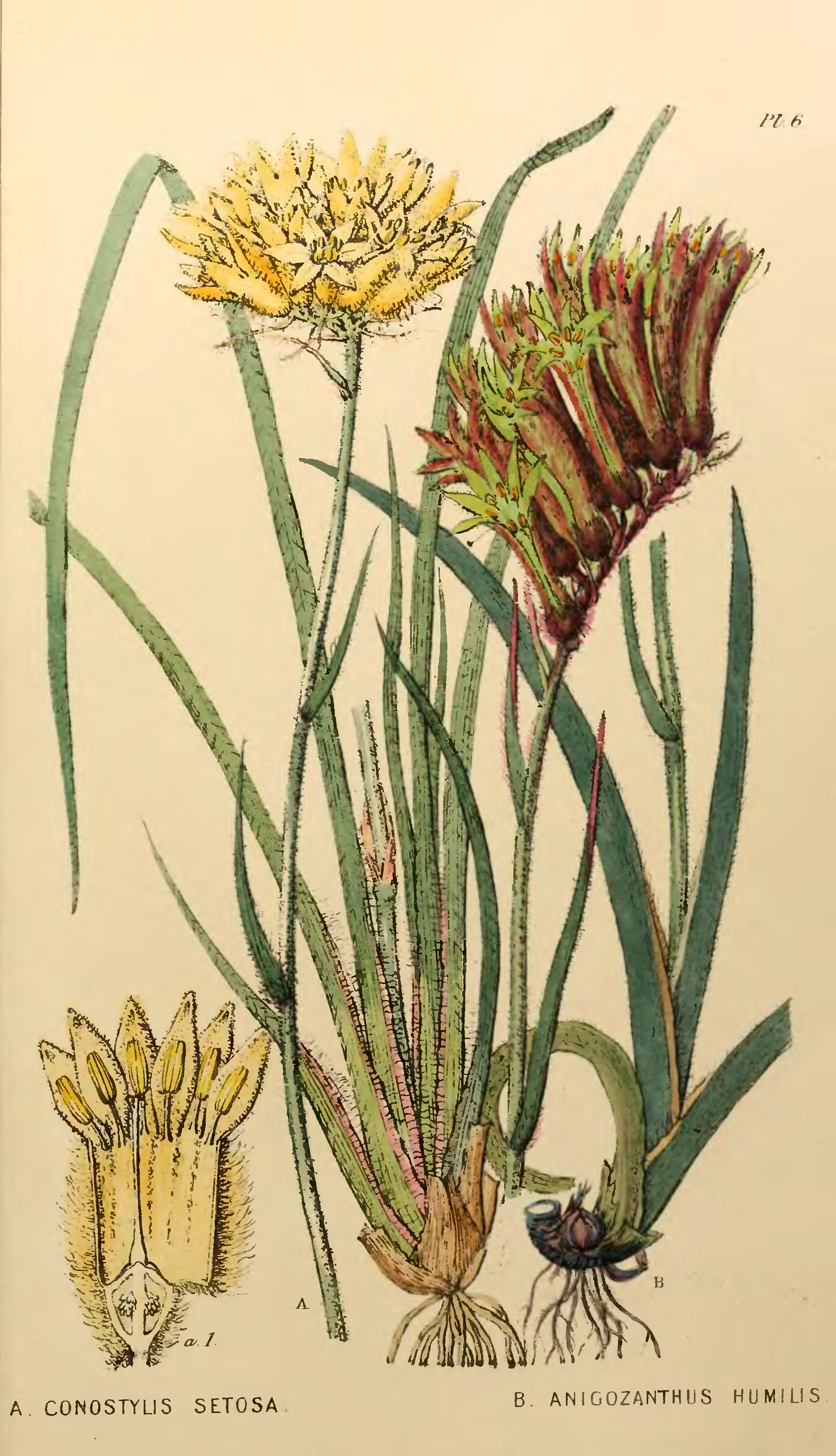
Esboço da vegetação da Colônia do Rio Swan, 1839, John Lindley

A planta é amplamente cultivada e é capaz de tolerar climas quentes e úmidos, mas requer proteção no inverno em regiões temperadas. Ela ganhou o Prêmio de Mérito de Jardim [en] da Royal Horticultural Society. Ela se desenvolve melhor em locais ensolarados com solo bem drenado.